# نشيد الفيفا
النشيد الرسمي للفيفا هو نشيد رسمي يتم تشغيله في بداية المباريات والبطولات التابعة للفيفا مثل مباريات ودية دولية أو كأس العالم لكرة القدم. وقد تم عرضها لأول مرة في نهائيات كأس العالم 1994 . تم تلحينها بواسطة الالماني فرانس لمبارت، وهي عبارة عن مقطع موسيقي بدون كلمات.

## وصلات
استمع الي النشيد على يوتيوب